# Delicato

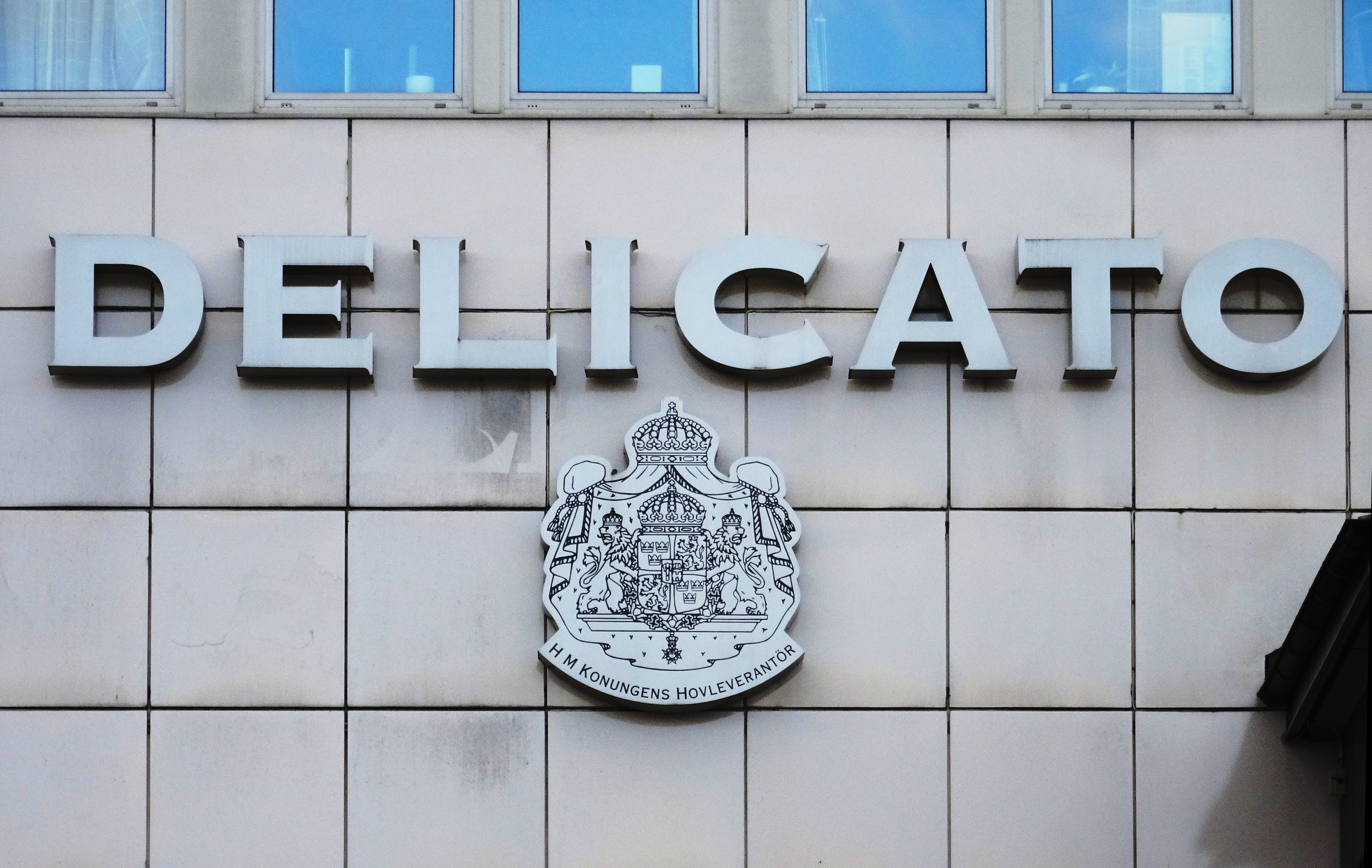
Delicato, Segeltorp.

Delicato Bakverk AB är ett svenskt familjeföretag grundat 1948 av Einar Belvén. Företaget tillverkar konditoriprodukter. I sortimentet märks flera klassiska fikaprodukter som till exempel chokladbollar (Delicatobollar), punschrullar (dammsugare) och mazariner. 

## Verksamhet

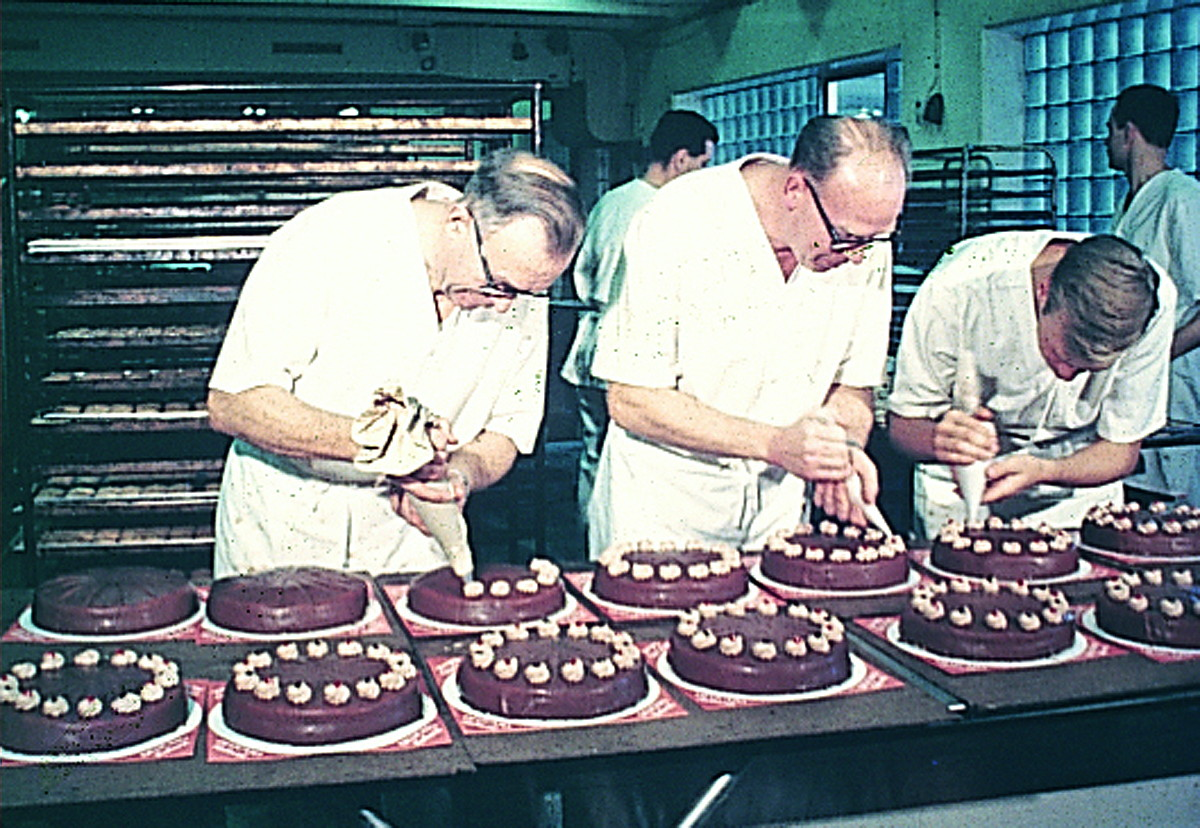
I Segeltorpsanläggningen 1964

Företaget säljer sina produkter främst på den svenska marknaden i dagligvaruhandeln och inom foodservicemarknaden (exempelvis caféer, hotell, konferensanläggningar). Utöver den svenska marknaden säljer företaget sina produkter på omkring fem marknader i främst Skandinavien.
Företagets produkter säljs under varumärke som Delicato & Konditori Delicato. Delicato är sedan länge kunglig hovleverantör till den svenska kungafamiljen. 
Företaget har sitt huvudkontor och bageri i Segeltorps industriområde strax söder om Stockholm med adress Grenvägen 9. 2015 var företagets omsättning ca 280 Mkr och ca 215 personer var anställda. 
Delicato ägs huvudsakligen fortsatt av familjen Belvén och verkställande direktör är (2021) Johan Berg.

## Bilder

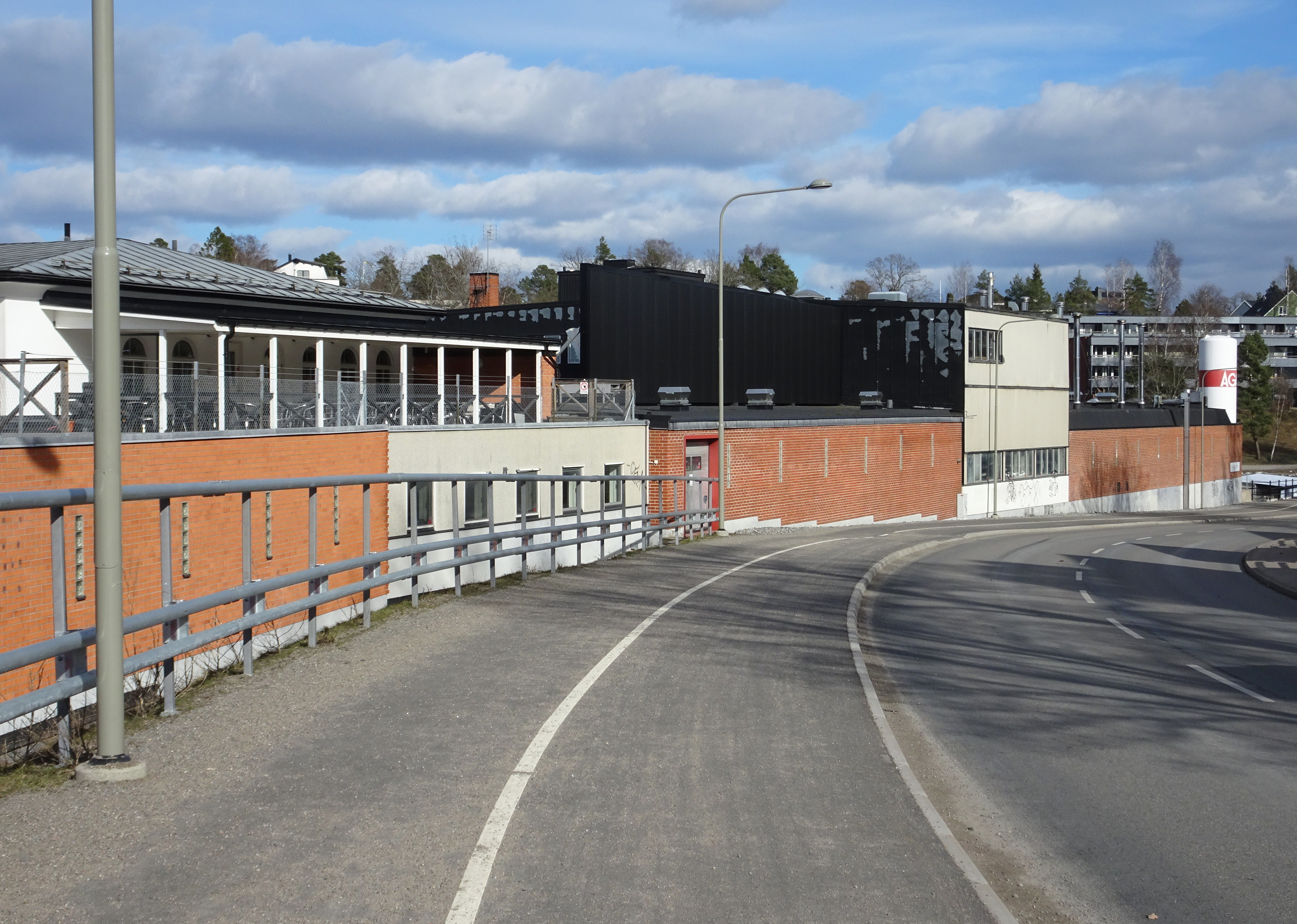
Anläggningen i Segeltorp.
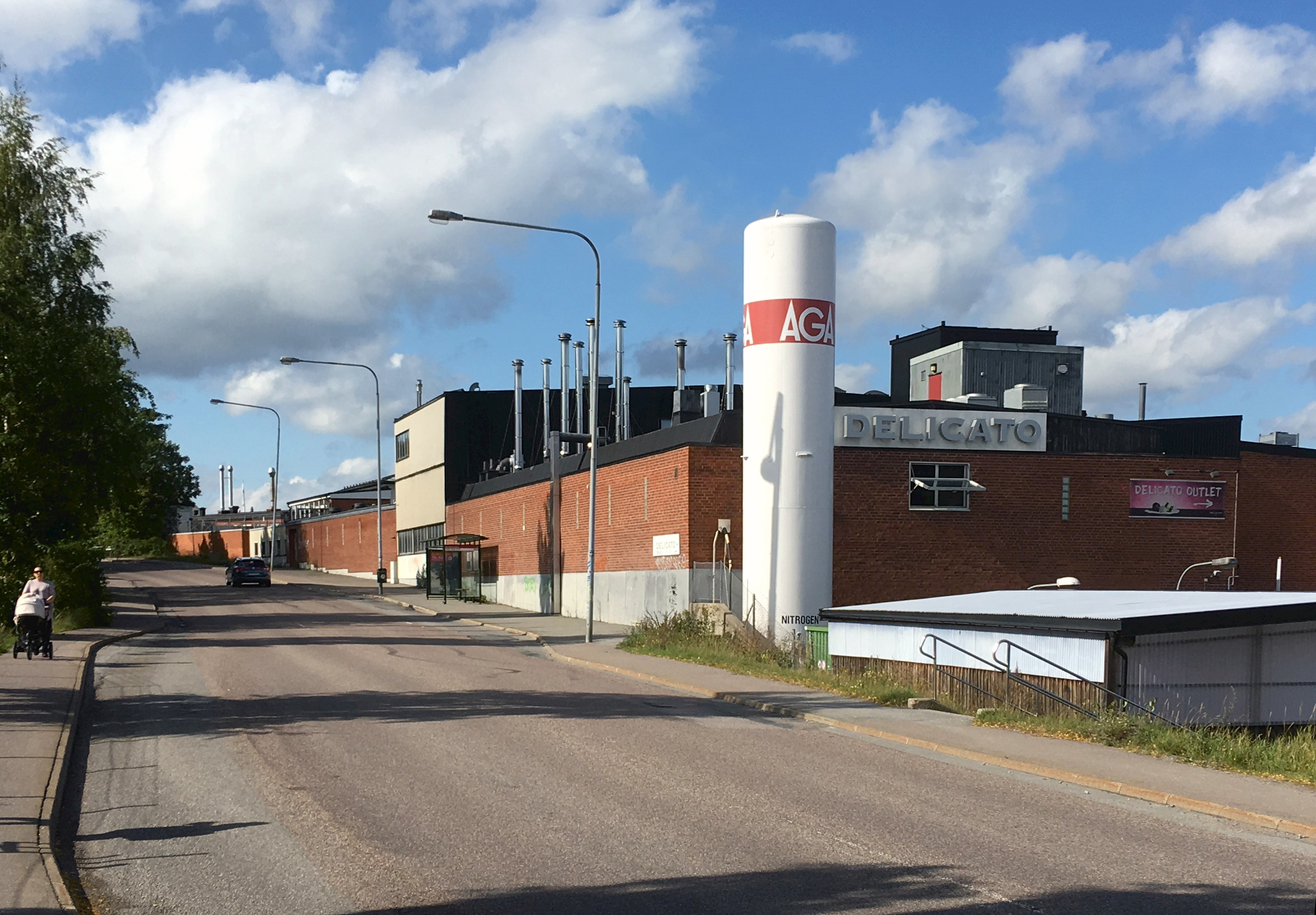
Anläggningen i Segeltorp.
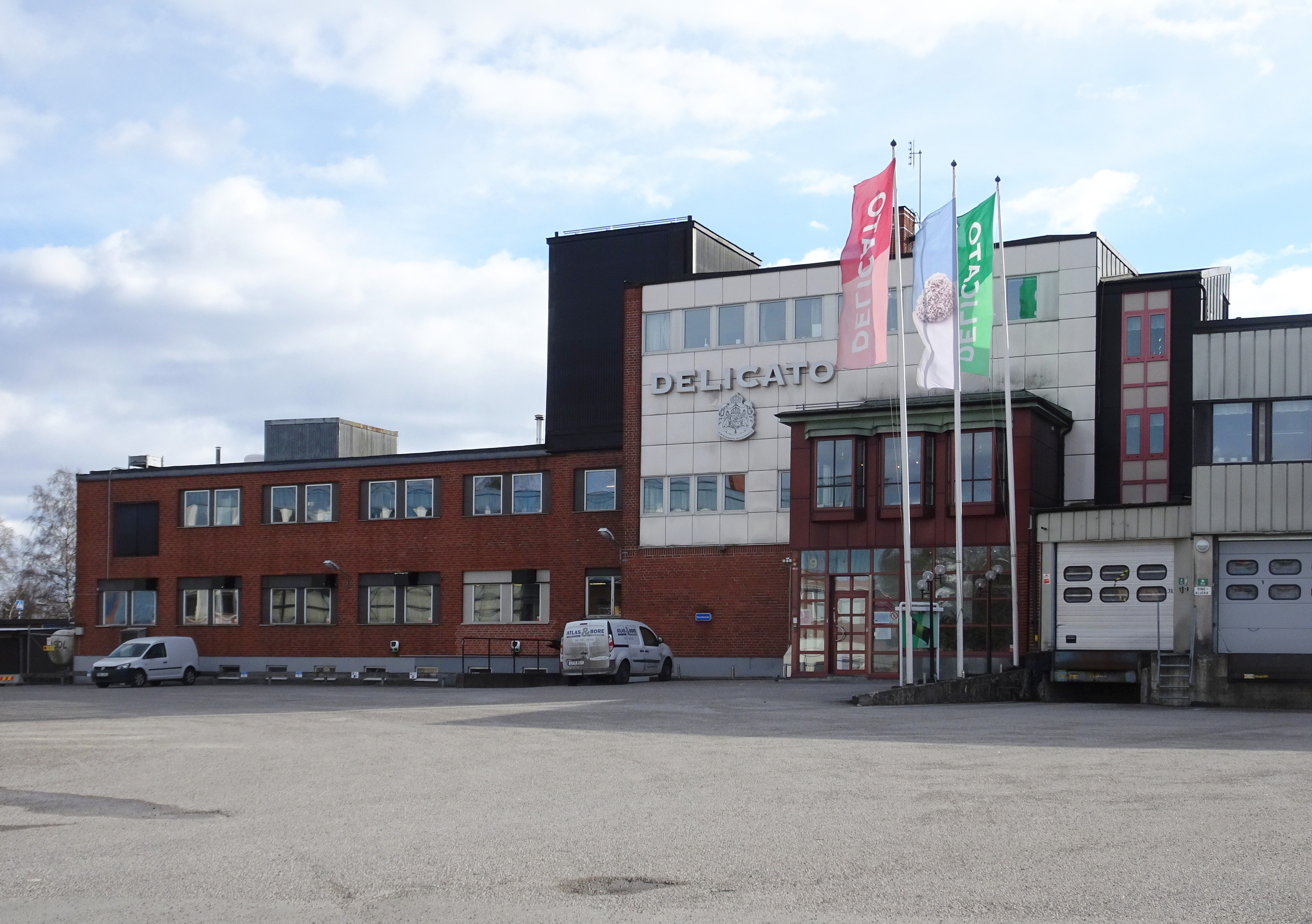
Anläggningen i Segeltorp.
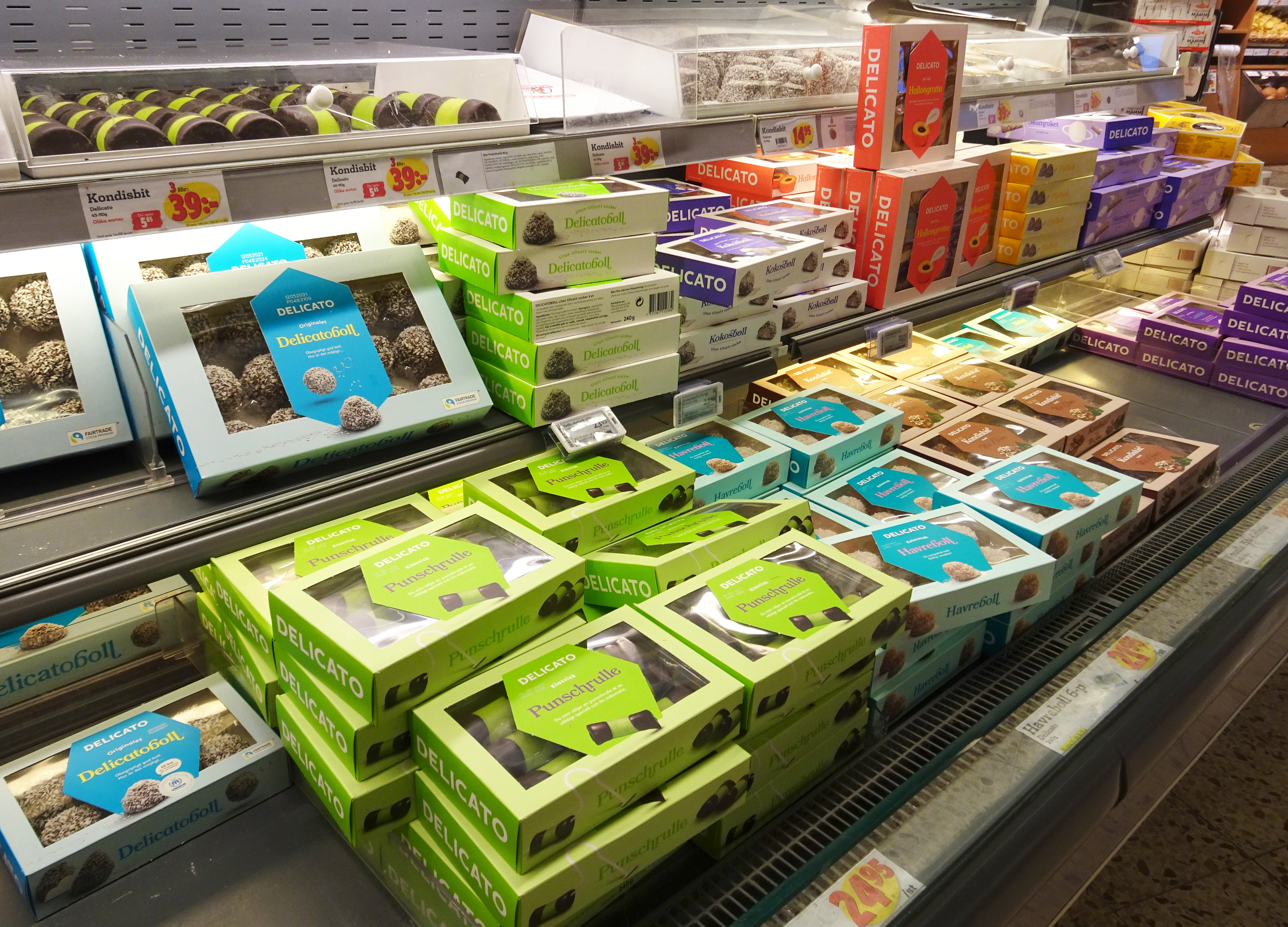
Delicatos produkter.